# Arik Benado
Arik Benado (hebreo:אריק בנאדו) (Haifa, Israel, 5 de diciembre de 1973) es un exfutbolista israelí. Arik ha sido el capitán durante 6 de los 10 años que ha permanecido en el Maccabi Haifa y, a día de hoy, posee el récord de más internacionalidades con su país con 92. 
Su padre, Shlomo también militó en el Maccabi Haifa durante la década de los 70. Arik empezó jugando a la edad de 9 años y con 20 años llegó al primer equipo, de donde tuvo que emigrar al Beitar Jerusalem en busca de minutos que consiguió y que le valieron para regresar al Maccabi en 1996, permaneciendo así, 10 años en la entidad. Ha ganado 5 títulos de liga y una copa con el Maccabi, llegando a disputar también una (entendida una hasta la fase de grupos) edición de la UEFA Champions League. Como es lógico, Benado se convertiría con el paso de los años en un asiduo en el eje de la zaga de la selección nacional, hasta el punto de convertirse en el hombre que más apariciones acumula y consagrarse como una institución futbolísticamente hablando. El Beitar lo fichó en la 2006-07 con el objetivo de volver a ganar el título de liga, como finalmente así sucediera.

## Selección nacional
Ha sido internacional con la Selección de fútbol de Israel, ha jugado 94 partidos internacionales.

## Clubes
| Club                | País   | Año       |
| ------------------- | ------ | --------- |
| Maccabi Haifa FC    | Israel | 1991-1994 |
| Beitar Jerusalem FC | Israel | 1994-1996 |
| Maccabi Haifa FC    | Israel | 1996-2006 |
| Beitar Jerusalem FC | Israel | 2006-2010 |
| Maccabi Haifa FC    | Israel | 2010-     |

## Palmarés

### Campeonatos nacionales
| Título                 | Club                | País   | Año  |
| ---------------------- | ------------------- | ------ | ---- |
| Copa de Israel         | Maccabi Haifa FC    | Israel | 1993 |
| Liga Premier de Israel | Maccabi Haifa FC    | Israel | 1994 |
| Copa Toto              | Maccabi Haifa FC    | Israel | 1994 |
| Copa de Israel         | Maccabi Haifa FC    | Israel | 1998 |
| Liga Premier de Israel | Maccabi Haifa FC    | Israel | 2001 |
| Liga Premier de Israel | Maccabi Haifa FC    | Israel | 2002 |
| Copa Toto              | Maccabi Haifa FC    | Israel | 2002 |
| Liga Premier de Israel | Maccabi Haifa FC    | Israel | 2004 |
| Liga Premier de Israel | Maccabi Haifa FC    | Israel | 2005 |
| Liga Premier de Israel | Maccabi Haifa FC    | Israel | 2006 |
| Copa Toto              | Maccabi Haifa FC    | Israel | 2006 |
| Liga Premier de Israel | Beitar Jerusalem FC | Israel | 2007 |
| Liga Premier de Israel | Beitar Jerusalem FC | Israel | 2008 |
| Copa de Israel         | Beitar Jerusalem FC | Israel | 2008 |
| Copa de Israel         | Beitar Jerusalem FC | Israel | 2009 |
| Copa Toto              | Beitar Jerusalem FC | Israel | 2010 |